# Liste der Naturdenkmale in Ostrach
| Naturdenkmale | Anzahl |
| ------------- | ------ |
| FND           | 1      |
| END           | 2      |
| Gesamt        | 3      |

Die Liste der Naturdenkmale in Ostrach nennt die verordneten Naturdenkmale (ND) der im baden-württembergischen Landkreis Sigmaringen liegenden Stadt Ostrach.
In Ostrach gibt es insgesamt drei als Naturdenkmal geschützte Objekte, davon ein flächenhaftes Naturdenkmal (FND) und zwei Einzelgebilde-Naturdenkmale (END).
Stand: 1. November 2016.

## Flächenhafte Naturdenkmale (FND)
| Name                     | Bild | Kennung     | Einzelheiten         | Position | Fläche Hektar | Datum |
| ------------------------ | ---- | ----------- | -------------------- | -------- | ------------- | ----- |
| Spitalmühle              | BW   | 84370860003 | Ostrach, Pfullendorf | ⊙        | 0,3           |       |
| Legende für Naturdenkmal |      |             |                      |          |               |       |

## Einzelgebilde (END)
| Name                        | Bild | Kennung     | Einzelheiten     | Position | Fläche Hektar | Datum         |
| --------------------------- | ---- | ----------- | ---------------- | -------- | ------------- | ------------- |
| Findling in Habsthal        |      | 84370860002 | Ostrach-Habsthal | ⊙        | 0,0           | 18. Mai 1971  |
| 3 Rosskastanien in Habsthal |      | 84370860001 | Ostrach-Habsthal | ⊙        | 0,0           | 25. März 1935 |
| Legende für Naturdenkmal    |      |             |                  |          |               |               |